# Beriev Be-6
Beriev Be-6 (tên mã của USAF/DoD đặt là "Type 34", tên mã NATO "Madge") là một loại tàu bay của Liên Xô, do Beriev OKB thiết kế chế tạo. Nó có thể thực hiện nhiều nhiệm vụ như trinh sát, tuần tra, ném bom, ngư lôi, rải mìn và vận tải.

## Quốc gia sử dụng
Trung Quốc
- Không quân Hải quân Quân giải phóng nhân dân

 Liên Xô
- Không quân Hải quân Liên Xô

## Biến thể
- LL-143:
- Be-6:
- Qing-6:

## Tính năng kỹ chiến thuật (Be-6)
Dữ liệu lấy từ Encyclopedia of Russian Aircraft 
Đặc điểm tổng quát
- Chiều dài: 23,5 m (77 ft 1 in)
- Sải cánh: 33 m (110 ft)
- Chiều cao: 7,64 m (25 ft 1 in)
- Diện tích cánh: 120 m² (1.292 ft²)
- Trọng lượng rỗng: 18.827 kg (41.506 lb)
- Trọng lượng có tải: 23.456 kg (51.711 lb)
- Trọng lượng hạ cánh: 20.928 kg (46.138 lb))
- Trọng lượng cất cánh tối đa: 29.000 kg (64.000 lb)
- Động cơ: 2 × Shvetsov ASh-73TK kiểu động cơ piston bố trí tròn, 1.800 kW (2.400 hp)  mỗi chiếc

 Hiệu suất bay 
- Vận tốc cực đại: 414 km/h (218 kn, 257 mph) trên độ cao 1.800 m (5.900 ft)
- Vận tốc hành trình: 280 km/h (173 mph) trên độ cao 2.000 m (6.600 ft)
- Vận tốc hạ cánh: 147 km/h (105 kn, 91 mph)
- Tầm bay: 5.000 km (2.700 kn, 3.100 mi)
- Trần bay: 6.100 m (20.013 ft)

Trang bị vũ khí

- Súng: 5 × pháo Nudelman-Rikhter NR-23 23 mm (0.91 in)
- Bom: 

  - Vũ khí chung, hoặc
  - 2× ngư lôi 1.000 kg (2.205 lb), hoặc
  - 8 mìn